# Vụ tai nạn đường sắt tại ga Montparnasse
Sự cố đâm đường sắt tại ga Montparnasse xảy ra vào lúc 16:00 ngày 22 tháng 10 năm 1895 khi Granville–Paris bày tỏ tràn qua điểm dừng chân tại bến cuối ga Montparnasse của nó. Với chuyến tàu trễ vài phút và người lái xe cố gắng bù đắp thời gian đã mất, nó đã vào ga quá nhanh và phanh không khí của tàu không thể dừng được. Sau khi chạy qua điểm dừng đệm, đoàn tàu đã băng qua trạm xe lửa và đâm xuyên qua tường ga; đầu máy rơi xuống Place de Rennes bên dưới, nơi nó đứng trên mũi nó. Một người phụ nữ ở đường bên dưới đã bị giết bởi khối xây.